# Palpidia pallidior
Palpidia pallidior là một loài bướm đêm trong họ Erebidae.